# Air Boarder 64
Air Boarder 64 és un videojoc de curses amb monopatins del futur per la Nintendo 64 llançat el 1998. Anava a ser llançat sota el nom d'AirBoardin' USA a l'Amèrica del Nord per ASCII Entertainment, però va ser cancel·lat.